# SV Stahl Thale
Maillots
Dernière mise à jour : 28 février 2011.
Le SV Stahl Thale est un club sportif allemand localisé dans la ville de Thale, dans le Landkreis Harz à l’Ouest de la Saxe-Anhalt.

## Repères historiques
- 1904 – septembre, première rencontre de football disputée à Thale.
- 1904 – 12/10/1904, fondation du THALER FUSSBALL CLUB.
- 1905 – 04/05/1905, fondation du SPORT-CLUB UNION THALE.
- 1907 - THALER FUSSBALL CLUB fusionna avec le SPORT-CLUB UNION THALE pour former le SPORT-CLUB THALE.
- 1910 - SPORT-CLUB THALE changea son nom en THALENSER FUSSBALL-CLUB von 1904.
- 1911 – fondation du FUSSBALL CLUB VIKTORIA THALE.
- 1911 – fondation du FUSSBALL CLUB ASKANIA THALE.
- 1917 - THALENSER FUSSBALL-CLUB von 1904 fusionna avec le FUSSBALL CLUB VIKTORIA THALE et le FUSSBALL CLUB ASKANIA THALE pour former le FUSSBALL-CLUB SPIELVEREINIGUNG THALE 04.
- 1920  - fondation du VEREIN für BEWEGUNGSPIEL SPORTFREUNDE THALE.
- 1931 – 01/06/1931, fondation du SPORT-CLUB PREUSSEN THALE.
- 1945 – tous les clubs furent dissous par les Alliés.
- 1945 – octobre, reconstitution de la SPORTGEMEINSCHAFT THALE.
- 1946 – février, premier match de football rejoué à Thale.
- 1946 – 01/05/1946, SPORTGEMEINSCHAFT THALE fut renommé EISENHÜTTENWERK THALE.
- 1951 – 17/01/1951, EISENHÜTTENWERK THALE fut renommé BETRIEBSPORTGEMEINSCHAFT STAHL THALE.
- 1990 – 06/07/1990, BETRIEBSPORTGEMEINSCHAFT STAHL THALE fut rebaptisé SPORTVEREIN STAHL THALE.
- 1992 – 03/03/1992, la section football du SPORTVEREIN STAHL THALE devint indépendante sous l’appellation SPIELVEREINIGUNG THALE 04.
- 2001 – 01/07/2001, SPIELVEREINIGUNG THALE 04 redevint un département du SPORTVEREIN STAHL THALE et adapta son nom.

## Histoire

### De 1904 à 1945
La localité de Thale découvrit le football à l’automne 1904. Rapidement un club fut fondé, le Thaler FC. Quelques mois plus tard, un "rival" apparut: le SC Union Thale.
En 1907, les deux clubs fusionnèrent pour former le SC Thale. Trois ans plus tard, le cercle changea son appellation en Thalenser FC 1904.
Peu avant la fin de la Première Guerre mondiale, le TFC 1904 fusionna avec deux autres clubs locaux, tous deux fondés en 1911: le FC Viktoria Thale et le FC Askania Thale. Le club fusionné prit la dénomination de FC SpVgg Thale 04. Tout comme ces prédécesseurs, le cercle resta dans les ligues inférieures régionales (Harzgau et Bezirksklasse).
En 1920, un nouveau cercle fut créé: le VfB Sportfreunde Thale. Puis, en 1931, ce fut le SC Preussen Thalequi vit le jour.
En 1945, tous les clubs de la localité furent dissous par les Alliés, comme tous les autres clubs et associations allemands (voir Directive n°23).
La localité de Thale et toute la Saxe-Anhalt se retrouvèrent en zone soviétique, puis en RDA à partir d’octobre 1949.

### Époque de la RDA

#### SG Thale
En 1945, des membres des anciens cercles reconstituèrent la Sportgemeinschaft Thale ou SG Thale.
Le 1er mai 1946, la SG Thale fut rebaptisée SG Eisenhüttenwerk Thale ou SG EHW Thale (littéralement: travaux de l’acier). En 1946, le club joua dans Kreisklasse Quedlinburg. Par après, à la suite d'une réforme de la structure des clubs, le cercle devint la Betriebsportgemeinschaft Eisenhüttenwerk Thale ou BSG EHW Thale,

#### BSG EHW Thale
Lors de la saison 1948-1949, le cercle remporta la Bezirksklasse West. L’année suivante, BSG EHW Thale fut sacré champion de Saxe-Anhalt après avoir remporté la finale régionale (3-1) contre le BSG Hydrierwerk Zeit. Peu après, le club termina 3e du tour final et gagna son accession à la plus haute division est-allemande, la DDR-Oberliga.
La série de succès fut complétée par un magnifique parcours en FDGB-Pokal (Coupe d’Allemagne de l’Est). BSG Eisenhüttenwerk Thale élimina successivement BSG Finow (14-1), ZSG Schuhmetro Weissenfels (2-1) et BSG Märkische Volksstimme Babelsberg (3-2).Le club disputa la grande finale, le 3 septembre 1950, la finale au Walter Ulbrichtstadion de Berlin-Est contre  BSG KWU Erfurt. Devant 15.000 spectateurs, BSG EHW Thale remporta brillamment le trophée (4-0).
En 1951, EHW Thale termina sa première saison en DDR-Oberliga à la 7e place.
Le 17 janvier 1951, après la réforme de la structure des clubs, appliquée en Allemagne de l’Est, le club prit la dénomination de Betriebsportgemeinschaft Stahl Thale ou BSG Sthal Thale,

#### BSG Stahl Thale

Ancien logo de la BSG Stahl Thale

Lors de la saison 1951-1952, la BSG Stahl Thale ne termina que 13e (sur 19), mais en 1953, le club finit à une jolie 5e place.
Le championnat 1953-1954 fut catastrophique. Avec seulement quatre victoires et sept partages en trente-deux rencontres, Stahl Thale se classa à la dernière des dix-sept places et fut relégué en DDR-Liga.
La désillusion se poursuivit au terme de la saison 1954-1955. Le club termina 7e sur 14 dans le Groupe 2, mais en raison d’une réforme des ligues du football est-allemand, il recula en "Division 3". Car en 1955, plusieurs changements intervinrent. D’une part, la DDR-Liga fut scindée en deux niveaux: la I. DDR-Liga et la II. DDR-Liga. D’autre part, il fut décidé de suivre le modèle soviétique, à savoir des compétitions débutant au printemps et se terminant à la fin de l’automne d’une même année calendrier. Pendant l’automne 1955, il fut joué un "tour de transition" (en Allemand: Übergangsrunde), sans montée, ni descentes.
14e et dernier du Groupe Nord de la II. DDR-Liga lors de l’Übergangsrunde de l’automne 1955, le club ne descendit donc pas. Lors des saisons 1956 et 1957, l’équipe termina 5e puis 4e du Groupe Nord. En 1958, la II. DDR-Liga passa de 2 à 5 séries. La BSG Stahl Thale fut versée dans le Groupe 3 et s’y classa 9e. Le club gagna une place en 1959, qui reperdit en 1960 lors de la dernière saison disputée selon le "modèle soviétique".
Les compétitions reprirent à l’été 1961 pour une saison jouée selon le schéma plus conventionnel: 1961-1962. Septième à cette occasion, BSG Stahl Thale ne finit que dixième en 1962-1963 lors du championnat conclu par la dissolution de la II. DDR-Liga.
Le club resta au 3e niveau, mais dans une ligue dénommée Bezirksliga Halle. Il y termina vice-champion du Groupe 1 en 1964. Cette ligue fut réduite à une série unique en 1966.
La BSG Stahl Thale termina régulièrement en milieu de tableau (malgré quelque 3e place). Au terme du championnat 1975-1976, il remporta le titre de la Bezirksliga Halle et remonta en DDR-Liga.
Versé dans le Groupe C, le club assura son maintien une saison puis fut relégué en 1978. À la fin de la saison suivante, à la suite d'un nouveau titre en Bezirksliga Halle, Stahl Thale retrouva la Deuxième Division. Il y resta jusqu’à la fin de la saison 1983-1984, moment où la DDR-Liga fut ramenée de 5 à 2 séries.
Deux ans plus tard, le cercle remporta son troisième titre en Bezirksliga Halle, mais cette fois un tour final donnait accès vers l’étage supérieur. Stahl Thale ne décrocha pas de place montante. Par contre, en 1987, le club conquit un nouveau titre et la promotion.
Au terme du championnat 1987-1988, BSG Stahl Thale termina vice-champion de la DDR-Liga, Groupe B.
Durant la saison 1989-1990, la DDR-Liga fut renommée NOFV-Liga. Versé dans le Groupe B, Stahl Thale termina 6e sur 18.
Le 6 juillet 1990, les membres du BSG Stahl Thale restructurèrent leur club en organisme civile sous l’appellation SV Stahl Thale.

### SV Stahl Thale (version 1)
Le SV Stahl Thale termina la saison 1990-1991 au 4e rang et se qualifia ainsi pour la nouvelle Oberliga Nordost, soit le 3e niveau du football allemand réunifié.
Le 3 mars 1992, la section football SV Stahl Thale devint indépendant sous l’appellation SpVgg Thale 04.

#### SpVgg Thale 04

Ancien logo du SpVgg Thale 04

Les débuts du SpVgg Thale 04 ne furent pas une franche réussite car au terme du championnat 1992-1993, le club fut relégué en Verbandsliga Sachsen-Anhalt. Cette ligue situé au 4e niveau de la hiérarchie recula au 5e rang en 1994 lors de l’instauration des Regionalligen en tant que Division 3.
SpVgg Thale 04 termina vice-champion de la Verbandsliga en 1994. Après trois saisons en milieu de classement, le club obtint une nouvelle place de vice-champion en 1998
Deux ans plus tard, le club fut relégué en Landesliga Sachsen-Anhalt, soit au niveau 6.
Une saison plus tard, soit le 1er juillet 2001, l’aventure du SpVgg Thale 04 comme cercle indépendant se termina. L’entité redevint un département du SV Stahl Thale.

### SV Stahl Thale (version 2)
Redevenu le SV Stahl Thale, la section football recula en Kreisklasse Quedlinburg en 2002. Au bout d’une saison, il remonta en Landesklasse Sachsen-Anhalt (à l’époque partagée en 9 séries). En 2005, il réintégra la Landesliga Sachsen-Anhalt Mitte (Groupe Centre). En 2008, lors de la création de la 3. Liga, la Landesliga Sachsen-Anhalt devint le 7e niveau de la DFB. Pour la saison 2009-2010, la Landesliga Sachsen-Anhalt fut ramenée de 3 à 2 séries (Nord et Süd).
En 2010-2011, le SV Stahl Thale lutte pour son maintien en la Landesliga Sachsen-Anhalt, Groupe Nord.

## Palmarès
- Champion de la Bezirksklasse West Sachsen-Anhalt:1949.
- Champion de Sachsen-Anhalt:1950.
- Champion de la Bezirksliga Halle:1976, 1979, 1986, 1987.
- Vice-champion de la Bezirksliga Halle, Groupe 1:1964.
- Vice-champion de la DDR-Liga, Groupe B:1988.
- Vice-champion de la Verbandsliga Sachsen-Anhalt:1994, 1998.
- Vice-champion de la Landesliga Sachsen-Anhalt, Groupe Mitte: 2006
- Vainqueur de la FDGB-Pokal: 1950

## Localisation

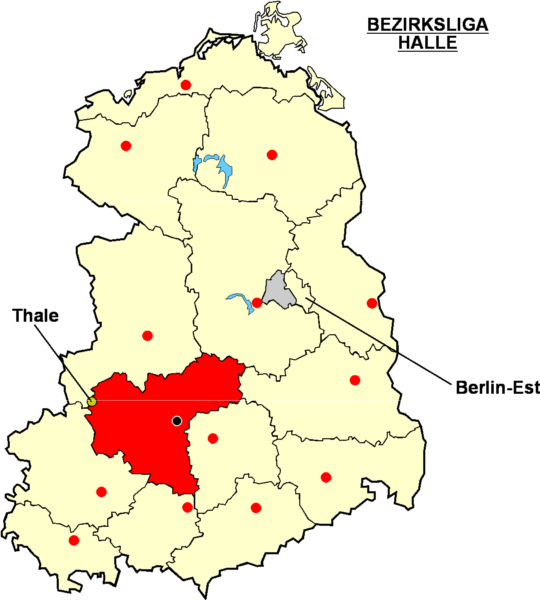
Localisation de Thale dans la Bezirksliga Halle